# 德克斯特 (堪薩斯州)
德克斯特（英語：Dexter）是一個位於美國堪薩斯州考利縣的城市。

## 地方資料
根據2020年美國人口普查的數據，德克斯特的面積為0.72平方千米，當中陸地面積為0.72平方千米，而水域面積為0.00平方千米。當地共有人口224人，而人口密度為每平方千米311.11人。